# Alexander Viveros
Alexander Viveros Sánchez (Cali, 8 de outubro de 1977) é um ex-futebolista colombiano.  

## Carreira
Foi vice-campeão colombiano com o Deportivo Cali em 1998.
No início de 2000, foi contratado pelo Cruzeiro por 3 milhões de dólares. Com a camisa da Raposa, Viveros participou da conquista da Copa do Brasil de 2000 e atuou em 62 jogos, marcando 6 gols.
Em novembro de 2002, foi contratado pelo Deportivo Cali para voltar a atuar no futebol colombiano.

### Seleção Nacional
Viveros integrou a Seleção Colombiana de Futebol na Copa América de 1999.

## Títulos
Seleção Colombiana
- Copa América: 1999

Cruzeiro EC
- Copa do Brasil: 2000

Racing Club
- Campeonato Argentino (Clausura): 2001